# Grb Občine Kungota
Grb Občine Kungota je predstavljen na ščitu iz srednjegotskega obdobja, ki se po diagonali od desne spodaj do leve zgoraj deli na dve polji. Višina grba je za 25% večja od širine grba, ščit pa je obrobljen z dvema črnima črtama, med katerima je beli rob, ki predstavlja približno 5% širine ščita. Desno polje je bele barve, polje levo spodaj pa zelene barve s črno šrafuro navpičnic. Ta del grba predstavlja vinograd na pobočju. Osrednji motiv grba je stiliziran grozd rumene barve na črni veji, ki izhaja iz levega spodnjega polja. Grozd zavzema 1/3 ščita po širini in višini, njegovo geometrično središče pa se ujema s središčem grbu včrtanega kvadrata, ki se naslanja na zgornjo stranico.